# Alocodesmus nitidus
Alocodesmus nitidus är en mångfotingart som beskrevs av Carl Graf Attems 1931. Alocodesmus nitidus ingår i släktet Alocodesmus och familjen Chelodesmidae. Inga underarter finns listade i Catalogue of Life.